# Убераба
Убераба (порт. Uberaba) град је у Бразилу, у савезној држави Минас Жераис.
У граду се налази Експозебу, највећа изложба стоке Зебу на свету.

## Историја
Убераба се развила захваљујући трговини стоком током 19. и 20. века.
Тренутно се у граду одржава један од највећих сајмова стоке у Бразилу: Експозебу, који се углавном фокусира на развој расе зебу, пореклом из Индије.
У 20. веку, многи животињски фосили из периода креде пронађени су у руралним деловима града. Градски музеј палеонтологије тренутно чува хиљаде фосила пронађених у региону.
Године 2021. у истом региону пронађено је гнездо са 20 фосилизованих јаја титаносауруса.
27. марта 2024. године, Унеско је додео Убераби титулу геопарка због значаја геолошког, сточарског и културног наслеђа присутног на територији.

## Становништво
Према процени из 2021. у граду је живело 340.277 становника.
Први бразилски попис почео је 1940. Листа у наставку приказује демографску еволуцију Убераба:
| 1940.  | 1950.  | 1960.  | 1970.   | 1980.   | 1990.   | 2000.   | 2010.   | 2020.   |
| ------ | ------ | ------ | ------- | ------- | ------- | ------- | ------- | ------- |
| 58.984 | 70.956 | 87.833 | 124.490 | 199.208 | 210.583 | 251.159 | 295.988 | 337.092 |